# Fundação Batonga
A Fundação Batonga é uma organização não governamental e sem fins lucrativos que visa fornecer às garotas africanas ensino secundário e superior de qualidade. A Organização foi fundada pela cantora beninense Angélique Kidjo, em 2006 e, atua em mais de cinco países do continente africano.

## História
A organização foi fundada pela cantora e compositora beninense Angélique Kidjo. Ela diz que o nome da organização originou de um insulto que ela recebeu quando ainda frequentava a escola e, na época, educação para meninas não era bem visto.
A fundação foi criada com um fundo de US$300.000 e concentrou esforços em prol de crianças de família pobres, especialmente as afetadas pelo vírus da AIDS. Em seu primeiro ano de funcionamento, a organização deverá fornecer bolsas de estudo para cerca de 400 meninas, que deverão completar a escola primária.

### Estrutura e Trabalho
A fundação é dirigida por um conselho administrativo, cujo membros são Angélique, seu marido Jean Hebrail, Mary Louise Cohen e John Phillips. Batonga tenta alcançar seus objetivos através da concessão de bolsas de estudo para meninas, além de criaçar escola e melhorar a qualidade de ensino em sua área de atuação. A fundação tem um papel mais financeiro, fornecendo às escolas materiais didáticos.

### Área de Atuação
Os países onde, atualmente, a organização trabalha são:
- Benim
- Etiópia
- Camarões
- Mali
- Serra Leoa